# 발레리 멜라제
발레리안 쇼타예비치 멜라제 (1965년 6월 23일 출생), 직업적으로 발레리 멜라제{{Efn|러시아어: Валерий Меладзе}로 알려진 그는 조지아의 가수이자 러시아 공훈 예술가이다. 그는 자신을 위한 곡을 쓰는 작곡가이자 프로듀서인 콘스탄틴 멜라제의 동생이다.

## 전기

### 어린 시절
1965년 6월 23일 바투미에서 엔지니어였던 쇼타와 넬리 멜라제 부부의 아들로 태어났다. 형 콘스탄틴 (1963년생)과 여동생 리아나 (1968년생)가 있다. 그는 성미가 급하고 말을 듣지 않는 아이였던 반면, 형은 매우 조용했다. 음악 학교에 다니며 피아노를 배웠다. 학교에서는 공부를 잘하지 못했다. 부모님과 할머니, 할아버지가 모두 엔지니어였기 때문에, 그는 공과 대학에 입학하기로 결정했다. 그는 우크라이나의 니콜라예프 조선 대학교에 입학하여 선박 동력 장치 기계 공학을 공부했다. 1985년, 발레리의 형은 "에이프릴" 그룹에서 키보드를 연주하기 시작했다. 얼마 후 발레리는 이 그룹에서 백 보컬로 노래를 부르기 시작했지만, 이 그룹은 해체되었다.

### 첫 성공
1989년, 홈메이드 앨범 "에이프릴"은 성공적인 소련 그룹 다이얼로그의 프로듀서에게 전달되었다. 프로듀서는 목소리를 마음에 들어했고, 그는 다이얼로그에 리드 싱어로 합류했으며, 콘스탄틴은 그룹을 위한 노래를 쓰기 시작했다. 이는 1991년 밴드의 앨범 "포세레디네 미라" (Посерeдине Мира; 세상의 한가운데)로 절정에 달했다.
그러나 다이얼로그의 인기는 시들해졌고, 그룹은 1991년에 해체되었다. 1992년, 발레리는 다이얼로그의 창립자 킴 브라이트부르크와 기타리스트 빅토르 리트비넨코와 함께 그루파 다이얼로그를 결성했고, 나중에는 미스티쿠아나를 결성했다. 하지만 1993년에 그는 또한 솔로 경력을 시작했다. 모스크바 투어 중에 발레리와 콘스탄틴은 미래의 프로듀서인 예브게니 프리에들란드를 만났다. 예브게니는 발레리의 첫 곡인 "네 트레보즈 므네 두슈 스크립카" (Не тревожь мне душу, скрипка; 내 영혼을 흔들지 마세요, 바이올린)를 녹음하는 데 도움을 주었다. 멜라제가 나중에 인터뷰에서 밝혔듯이, 노래의 성공 후 예브게니는 발레리에게 성 (성)을 "멜라제"에서 "리소프" 또는 "리소프스키"로 바꾸어, 조지아어에서 러시아어로 번역하도록 요청했다 ("멜라"와 "리사"는 각 언어에서 "여우"를 의미한다). 그러나 그는 이름을 바꾸기를 거부했다.
많은 음반사들은 멜라제와 일하고 싶어 하지 않았다. "이 음악은 현대적이지 않고... 길고 행복하지 않기 때문"이었다. 하지만 1993년 알라 푸가초바가 그들의 데모 음반을 듣고, 모스크바에서 열린 "크리스마스 미팅"에서 발레리에게 그들의 노래를 불러달라고 요청했다. 거기서 성공을 거둔 후, 발레리는 음악 레이블 "수즈"에서 첫 솔로 데뷔 앨범 "세라" (Сера)를 발매했다. 동명의 "세라"는 비교적 인기를 얻었으며, "포세레디네 레타" (Посередине Лета; 한여름)와 "노치 페레드 로즈데스트봄" (Ночь Перед Рождеством; 크리스마스 이브)도 상당한 성공을 거두었다.

### 경력 지속
1995년 말 발레리는 '올해의 데뷔'와 '올해의 최고 가수' 부문에서 오바치와 즈베즈디 두 개의 상을 받았다. 1996년 10월에는 두 번째 스튜디오 앨범 《포슬레드니 로만티크》(마지막 로맨티시스트)가 발매되었다.
1997년 초 발레리는 러시아의 가장 큰 도시들에서 19회의 콘서트를 열었다. 3월 7일과 8일 발레리는 올림피스키, 모스크바에서 노래를 불렀다. 연말에는 첫 콘서트 및 비디오 녹음 앨범인 《라이브 올림픽 모스크바》가 발매되었다.
1998년, 형제는 프로듀서 예브게니 프리들란트 및 "소유즈" 레이블과의 관계를 끊었다. 그러나 그 해 1월, 세 번째 스튜디오 앨범 《삼바 벨로그 모틸카》(하얀 나비의 삼바)가 발매되었다. 프로듀서와의 분쟁 후, 발레리는 대중적 이미지를 바꾸었고, 오직 정장을 입기 시작했으며 노래는 더욱 거칠고 공격적으로 변했다.
1999년 콘스탄틴은 우크라이나 텔레비전 채널 "인터"에서 일하기 위해 키이우로 이주하여 형을 위한 곡을 더 적게 썼다. 따라서 발레리는 베스트 히트 앨범 《더 베스트》를 발매했다. 많은 팬들은 발레리가 쇼 비즈니스를 떠났다고 생각했다. 그러나 1999년 말 네 번째 스튜디오 앨범 《브쇼 탁 이 빌로》 (러시아어: Всё так и было, 모든 것이 이랬다)가 새로운 레이블 "이세부르그 메식"에서 발매되었다. 노래 "메치타" (러시아어: Мечта, 꿈), "로스베트나야" (러시아어: Рассветная, 새벽빛), 그리고 "크라시보" (아름다운;Красиво)는 러시아 차트에서 상위권을 차지했다. 같은 해 멜라제는 만화 "네즈나이카 나 루네"의 목소리를 맡고 같은 이름의 노래를 썼다.

### 경력 중단 및 "비아 그라"와의 협업
2000년 멜라제 형제는 러시아-우크라이나 팝 그룹 "비아 그라 (ВИА Гра)"를 결성했다. 이때 발레리는 자신의 경력을 잠시 중단했다. 그러나 2004년 그는 "비아 그라"와 공동으로 "프리티야제니야 볼셰 넷" (Притяжения Больше Нет; '더 이상 매력 없음' 또는 '더 이상 중력 없음'으로 번역될 수 있다)과 "오케안 이 트리 레키" (바다와 세 강; Океан и Три Реки) (2003년)를 발매했다. 같은 해 베스트 히트 앨범 《나스토야셰》(진정으로, 진짜; Настоящее)가 발매되었다. 페도르 본다르추크는 러시아에서 금지된 비디오 "코메디안트"를 촬영했다. 2002년 3월 1일 발레리는 모스크바 크렘린에서 공연했고 그 해 말에는 미국 투어에서 11회의 콘서트를 열었다. 같은 해 멜라제는 퍼스트 채널 프로젝트 "모스크바의 10곡"에 참여하여 "포드모스콥니예 베체라" (러시아어: "Подмосковные вечера", "모스크바의 밤")를 불렀다.
2003년 그는 "C'est la vie", "Ya NE Mogu Bez Tebya", "Oskolki Leta" 등의 곡이 포함된 다섯 번째 앨범 《네가》(Нега)를 발표했으며, 이 앨범은 CIS에서 히트했다. 2003년 초 앨범 《세라》, 《포슬레드니 로만티크》, 《삼바 벨로그 모틸카》, 《브세 탁 이 빌로》가 재발매되었다. 또한 앨범 《네가》(러시아어: Нега)도 발매되었다. 2004년 멜라제는 "최고 보컬리스트", "최고 노래"(프리타셰냐 볼리셰 넷), "최고 듀엣"으로 "뮤즈-TV"와 "러시아 뮤직 어워드"에서 두 개의 상을 수상했다. 2005년 발레리는 다시 "최고 가수"가 되었으며, "오케안 이 트리 레키"와 함께 "최고 듀엣" 상을 수상했다. 그는 열 번째 경력을 기념하여 컴필레이션 앨범 《오케안》을 발매했다. 2006년 발레리는 "올해의 가수" 상을 수상하며 러시아 공로 예술가가 되었다. 멜라제 형제는 2007년 "파브리카 즈베즈드-7"의 프로듀서였다. 2008년 말 발레리는 체첸 공화국의 인민 예술가가 되었으며 여섯 번째 스튜디오 앨범 《보프레키》를 발매했다.

## 수상
멜라제와 누 버고스 걸 그룹은 2004년 러시아 뮤직 어워드에서 올해의 최고 듀오 상을 수상했다. 2006년 6월 2일 멜라제는 제4회 뮤즈-TV 뮤직 어워드에서 올해의 최고 아티스트상을 수상했다. 같은 해 8월 24일 그는 MTV 러시아 뮤직 어워드 후보에서 최고 공연자 및 최고 아티스트로 선정되었다. 발레리는 러시아 공훈 예술가이며 체첸 공화국의 인민 예술가이다.

## 음반 목록

### 정규 음반
| 세라 - 발매: 1995                                           |
| 포슬레드니 로만티크 마지막 로맨티시스트 - 발매: 1996년 10월 |
| 삼바 벨로그 모틸카 하얀 나비의 삼바 - 발매: 1998            |
| 브쇼 탁 이 빌로 모든 것이 이랬다 - 발매: 1999               |
| 네가 지복 - 발매: 2003                                      |
| 보프레키 불구하고 - 발매: 2008                              |

### EP
| 체고 티 호체시 옷 메냐! EP "나에게 무엇을 원하는가? EP" - 발매: 2020년 4월 16일 - 레이블: 콘스탄틴 멜라제 뮤직/퍼스트 뮤직 퍼블리싱 |

### 컴필레이션 음반
| 더 베스트 - 발매: 1999              |
| 나스토야셰 정말 - 발매: 2002년 10월 |
| 오케안 바다 - 발매: 2005년 1월      |
| 더 베스트 - 발매: 2009              |
| 폴스타 - 발매: 2016                 |

### 라이브 앨범
| 라이브 올림픽 모스크바 - 발매: 1997 |

## 필모그래피
| 연도 | 영화                    | 역할            | 비고                            |
| ---- | ----------------------- | --------------- | ------------------------------- |
| 2002 | 신데렐라                | 신데렐라 아버지 | 러시아-우크라이나 뮤지컬 데뷔작 |
| 2003 | 소로친스카야 야르마르카 | 악마            |                                 |
| 2013 | 욜키 3                  | 본인            |                                 |

## 개인 생활
1989년 여름, 그는 바투미에서 엔지니어 이리나와 결혼했다. 그들은 세 딸을 두었다. 잉가(1991년 2월 7일생)는 옥스퍼드 대학교를 졸업했고, 소피아(1999년 5월 19일생)는 MGIMO에 다녔으며, 아리나(2002년 12월 7일생)가 있다. 이 부부는 2014년에 이혼했다. 2014년, 그는 모스크바에서 알비나와 결혼했다. 그들은 두 아들과 한 딸을 두었다. 콘스탄틴(2004년 2월 26일생), 루카(2014년 7월 2일생), 아가테(2021년 4월 12일생)이다.

## 내용주
1. ↑  러시아어: Валериан Шотаевич Меладзе, 틀:Lang-ka